# Microregione di Bertolínia
Bertolínia è una microregione del Piauí in Brasile, appartenente alla mesoregione di Sudoeste Piauiense.
È una suddivisione creata puramente per fini statistici, pertanto non è un'entità politica o amministrativa.

## Comuni
È suddivisa in 9 comuni:
- Antônio Almeida
- Bertolínia
- Colônia do Gurguéia
- Eliseu Martins
- Landri Sales
- Manoel Emídio
- Marcos Parente
- Porto Alegre do Piauí
- Sebastião Leal